# Marobudum
Marobudum (grec antic: Μαρόβουδον, llatí: Marobudum) va ser una ciutat dels marcomans a Bohèmia, que sens dubte era la residència reial de l rei Marobod segons diu Tàcit. La fortalesa és anomenada Buiaemon per Estrabó i és identificada amb Budweis.